# Wang Lan (Künstlerin)
Wang Lan (chin. vereinfacht: 王兰, traditionell: 王蘭) ist eine chinesische Künstlerin und Modedesignerin. Sie ist in der chinesischen Provinz Guizhou aufgewachsen, mit Wurzeln in der Miao-Kultur, einer ethnischen Minderheit. Wie in China üblich, ist der Nachname Wang dem Rufnamen vorangestellt. Ihr Wissen im Bereich der Chinesische Stickerei hat sie bereits mehrmals auf der Textile Art Berlin, im Rahmen von Workshops, vermittelt.

## Biografie
An der Kunsthochschule des Minoritäteninstituts der Provinz Guizhou und an der Kunstakademie Shanghai erhielt sie ihre Ausbildung in traditioneller, klassischer Tuschemalerei. Während sie in China lebte, wurden ihre Arbeiten in diversen Einzel- und Gruppenausstellungen gezeigt. Sie veröffentlichte den Bildband „A Collection of Artistic Works by Wang Lan“ Shanghai Books Publishing House, 1993. Seit Ende der 1990er-Jahre lebt sie in Deutschland. Sie immatrikulierte sich an der Kunsthochschule Kassel, wo sie Textil- und Modedesign studierte und ihr Studium 2003 mit einem Diplom abschloss. Während ihres Studiums nahm sie in Kassel an der Ausstellung „Inside“ teil und beteiligte sich 2002 anlässlich der Documenta 11 an der von chinesischen Künstlern veranstalteten Performance „A Red Star Crossing Europe“. Auch stellte sie aus in der Rathaus-Galerie Vellmar. Seit 2007 lebt sie als freie Künstlerin in Berlin. In den vergangenen Jahren nahm sie regelmäßig an Ausstellungen teil, überwiegend in Berlin.
Seit 2016 ist Wang Mitglied des Berufsverbands Bildender Künstler Berlin (bbk) und der GEDOK Berlin, sowie Vize-Vorsitzende der Bambus Pforte Gesellschaft für Deutsch-Chinesischen Kulturaustausch Berlin. 2017 - Gastprofessorin an der Kunsthochschule des Minoritäteninstituts der Provinz Guizhou und Gastprofessorin an der Tongren Universität der Provinz Guizhou.
Sie ist Vorsitzende der Fritz und Renate Grabau Stiftung, Kuratorin der Lancini Kunstgalerie und Autorin des Gedichtbands „Das ferne Ufer“ sowie des Bilderbuchs „Der Frühling frisst den Winter“.

## Ausstellungen (Auswahl)
- 1993 - Einzelausstellung in der Shanghaier Kunsthalle
- 1999 - Gruppenausstellung „Inside“  Kassel
- 2001 - Gruppenausstellung Rathausgalerie Vellmar
- 2002 - (während Documenta 11) Beteiligung an der von chinesischen Künstlern veranstalteten Performance „A Red Star Crossing Europe“.
- 2009 - Einzelausstellung, Chinesisches Kulturzentrum, Berlin
- 2010 - Einzelausstellung, Konfuzius-Institut an der Freien Universität „Die Poesie des Miao – Volks“ Berlin[12]
- 2012 - Gruppenausstellung, Global Art Space, Berlin
- 2013 - Gruppenausstellung „Inner Circle“, Galerie Wedding Berlin[13], Einzelausstellung „Von Drachen und Lotusblüten,“ Grabau-Stiftung in Schloss Moritzburg – Fasanenschlösschen[14]
- 2016 - Gruppenausstellung, Kurpfälzisches Museum, Heidelberg[15], Einzelausstellung, Willi-Sitte-Galerie, Merseburg[16][17]
- 2017 - Gruppenausstellung, Nordwestdeutsches Museum, Delmenhorst[18]
- 2018 - Einzelausstellung, Kulturhaus – kommunale Galerie Karlshorst, Gruppenausstellung, Textilmuseum, Neumünster
- 2021 - Gruppenausstellung "New Normal" in der Kommunale Galerie Berlin[19]
- 2022 - Ausstellung bei der 16. Langen Nacht der Bilder[20]

## Belege
1. ↑  x-working Community und Kunstmagazin. Abgerufen am 21. März 2018.
2. ↑  Interview mit der Malerin, Modedesignerin und Sammlerin Wang Lan | Textile Art Magazine. Abgerufen am 20. März 2018 (deutsch).
3. ↑  Chinesische Stickerei – Stiche und Symbole › Anleitungen, Berlin, Do it yourself › China, Sticken, Workshop. Abgerufen am 21. März 2018 (deutsch).
4. ↑  Wang Lan | ABOUT ME. Abgerufen am 20. März 2018.
5. ↑  Intangible Coherence – Immaterielle Zusammenhänge - Shanghai-Berlin. Abgerufen am 20. März 2018 (deutsch).
6. ↑  Vorstand | Bambuspforte e.V. | 柏林竹苑德中文化交流促进会. Abgerufen am 20. März 2018 (deutsch).
7. ↑  Sino-German Cultural Ambassador Ms Wang Lan and her delegation visited GZMU-Guizhou Minzu Unuversuty. Abgerufen am 26. Dezember 2019.
8. ↑  Der Vorstand der Fritz und Renate Grabau Stiftung. Abgerufen am 20. August 2023.
9. ↑  Eröffnung der Lancini Kunstgalerie & Modeboutique. Abgerufen am 21. März 2018.
10. ↑  Wang Lan – Das ferne Ufer – Gedichte – Deutsch & 中文. Gedichte und Bilder (in der Bindung). Abgerufen am 21. März 2018.
11. ↑  Lan Wang - Der Frühling frisst den Winter. Ein Bilderbuch mit Gedichten auf Chinesisch und Deutsch. Abgerufen am 16. Juni 2025.
12. ↑  Archiv 2010: Ausstellungen. Abgerufen am 21. März 2018.
13. ↑  Inner Circle. In: art-in-berlin.de. (art-in-berlin.de [abgerufen am 21. März 2018]).
14. ↑  Hochschule für Technik und Wirtschaft Dresden: HTW Dresden - Hochschule für Technik und Wirtschaft Dresden: Chinesische Stickerei im Besucherzentrum des Fasanenschlösschens in Moritzburg. Abgerufen am 21. März 2018 (englisch).
15. ↑  Kristine Scherer: Kurpfälzisches Museum der Stadt Heidelberg: Schmetterlinge und Drachen. Abgerufen am 21. März 2018.
16. ↑  Melain van Alst: Willi-Sitte-Galerie: Chinesisches Flair und moderne Kunst. In: Mitteldeutsche Zeitung. (mz-web.de [abgerufen am 21. März 2018]).
17. ↑  Ffo Webservice: Fritz und Renate Grabau Stiftung - (Stand: Mar. 2018). Abgerufen am 21. März 2018.
18. ↑  20.01.: Museum Sonderausstellung Workshop "Chinesische Stickerei". Abgerufen am 21. März 2018.
19. ↑  New Normal: 'Normalität' und künstlerische Arbeit, Tendenzen – Prozesse – Strategien. Abgerufen am 24. Februar 2023.
20. ↑  Lichtenberg 2022. Abgerufen am 24. Februar 2023.

| Personendaten    | Personendaten          |
| ---------------- | ---------------------- |
| NAME             | Wang, Lan              |
| KURZBESCHREIBUNG | chinesische Künstlerin |
| GEBURTSDATUM     | 20. Jahrhundert        |